# Pomnik Ofiar Ludobójstwa OUN-UPA na Kresach Wschodnich w Zielonej Górze
Pomnik-Mauzoleum Ofiar Ludobójstwa OUN-UPA na Kresach Wschodnich – pomnik znajdujący się na Skwerze Kresowym w pobliżu kościoła Matki Bożej Fatimskiej w Zielonej Górze – Łężycy. Odsłonięty został 14 października 2009 roku.

## Historia
Pomnik powstał w 2009 z inicjatywy mieszkańców ówczesnej wsi Łężyca k. Zielonej Góry, kiedy to zawiązał się pod przewodnictwem Czesława Laski – przewodniczącego Stowarzyszenia „Pamięć Polskich Kresów” w Łężycy – Komitet Budowy w Łężycy pomnika upamiętniającego ofiary ludobójstwa dokonanego przez OUN-UPA na Kresach Wschodnich II Rzeczypospolitej Polskiej. Projekt został zrealizowany przez mieszkańców wioski jesienią 2009  pod kierunkiem Kazimierza Żurańskiego, głównego budowniczego pomnika. Od tej pory każdego roku w październiku odbywają się tam uroczystości kresowe. W Łężycy w sierpniu 1945 r. osiedliło się 40 rodzin z Gniłowodów (dzisiejsza Ukraina). Uciekali oni przed banderowcami, którzy mordowali Polaków od rozpoczęcia II wojny światowej. Przesiedleńcy jechali przez trzy miesiące towarowymi wagonami. W 2010 wmurowano pod fundamenty pomnika urnę z ziemią z mogił pomordowanych w Gniłowodach. W 2016 pojawił się wagon kolejowy przypominający o tułaczce mieszkańców Kresów Wschodnich. Jest stałym eksponatem muzealnym, w którym organizowana jest wystawa kresowych pamiątek. W 2018 r., na kolejnej płycie, pojawiła się tablica upamiętniająca Węgrów, którzy pomagali Polakom w walce z oddziałami ukraińskich nacjonalistów. W 2022 r. odsłonięto kolejne trzy tablice upamiętniające m.in. siostrę zakonną Longinę Trudzińską, która została zamordowana w Sahryniu przez banderowców wraz z siedmioma chłopcami, sierotami, którymi się opiekowała oraz ofiary tzw. „operacji polskiej”. W 2023 odsłonięto tablice dedykowane Czechom z Wołynia oraz mieszkańcom wsi Parośl, zamordowanym 9 lutego 1943 przez UPA. Do symbolicznego grobu pomordowanych na Kresach, została dosypana ziemia z miejsc męczeństwa Polaków we wsi Głęboczek, woj. tarnopolskie. Przed monumentem ułożony jest z kostki brukowej kontur II Rzeczypospolitej  wraz z tabliczkami z nazwami największych miast. Dwa razy w roku (lipiec – Narodowy Dzień Pamięci Ofiar Ludobójstwa oraz początek października) odbywają się tam specjalne uroczystości kresowe. Ich organizatorem jest Stowarzyszenie Pamięć Polskich Kresów. 

## Opis
Pomnik upamiętnia ofiary ludobójstwa dokonanego w latach 1939–1947 przez ukraińskich nacjonalistów z OUN-UPA w Gniłowodach i innych miejscowościach na Kresach Wschodnich II RP. Na czterech obeliskach pierwotnie znalazło się 49 nazwisk pomordowanych. Pomnik ten jest uznawany za unikatowy w skali kraju, stając się swoistym mauzoleum kresowym. Upamiętnia on bowiem wymienione z imienia i nazwiska ofiary bestialskich mordów. Każdego roku przybywają kolejne tablice dedykowane zgładzonym Kresowianom. Dotychczas odsłonięte zostały tablice poświęcone m.in. pomordowanym w Hucie Pieniackiej, Przebrażach, dzieciom Kresów, nauczycielom, ale także Ormianom oraz Ukraińcom, którzy oddali życie, ratując Polaków. Inskrypcja pomnika głosi:

W HOŁDZIE OFIAROM LUDOBÓJSTWA DOKONANEGO W LATACH 1939-1947 PRZEZ OUN-UPA W GNIŁOWODACH ORAZ INNYCH MIEJSCOWOŚCIACH NA KRESACH WSCHODNICH II RZECZYPOSPOLITEJ POLSKIEJ.